# Pete Rozelle
Alvin Ray "Pete" Rozelle (1 de março de 1926 — 6 de dezembro de 1996) foi um empresário e executivo americano. Rozelle serviu como Comissário (presidente) da National Football League, a principal liga de futebol americana dos Estados Unidos, por quase trinta anos, de 1960 até 1989. Ele é creditado por tornar a NFL uma das ligas esportivas mais prósperas do mundo, presidindo, inclusive, sobre a Fusão AFL-NFL. Pete Rozelle também expandiu os contratos televisivos, assinou acordos multimilionários de patrocínios e ajudou na estabilização financeira dos clubes, prezando pela integridade da liga, aumentando consideravelmente o interesse do público.